# Petrolera Cerro Negro
Petrolera Cerro Negro es una empresa productora de petróleo y gas del Grupo Indalo.

## Historia
La empresa inicia su actividad en el año 1996 bajo el nombre de Clear SRL tras la adquisición del área Cerro Negro concesionada por la provincia de Chubut. En el año 2009 comienza sus operaciones como Petrolera Cerro Negro.

## Yacimiento
El yacimiento Cerro Negro tiene una superficie total de 185km² y se ubica a 130 km de la ciudad de Comodoro Rivadavia y 25 km al sudeste de la localidad de Sarmiento.
El área fue explorada por primera vez por la empresa estatal YPF en el año 1956, con la perforación del primer pozo. La existencia de hidrocarburos se registró en 1986 mediante el pozo descubridor CNX-1, el cual aún se encuentra en producción.